# Фрейшу-де-Эшпада-а-Синта (район)
Фрейшу-де-Эшпада-а-Синта (порт. Freixo de Espada à Cinta) — район (фрегезия) в Португалии, входит в округ Браганса. Является составной частью муниципалитета Фрейшу-де-Эшпада-а-Синта. По старому административному делению входил в провинцию Траз-уж-Монтиш и Алту-Дору. Входит в экономико-статистический субрегион Доуру, который входит в Северный регион. Население составляет 2131 человек на 2001 год. Занимает площадь 73,70 км².